# Alejandro Estrada
 (août 2020).
Alejandro Estrada est un biologiste et primatologue mexicain du XXe siècle, auteur et éditeur de plusieurs livres et articles sur les primates. Ses études mettent l'accent notamment sur le risque d'extinction des primates.

## Parcours
Alejandro Estrada a obtenu son doctorat en primatologie de l'Université Rutgers en 1978. 
Il devient chercheur scientifique à la station de recherche Los Tuxtlas de l' Université Nationale Autonome de Mexico. Il est également rédacteur en chef de la revue Tropical Conservation Science (en), qui s'intéresse aux forêts tropicales et autres écosystèmes tropicaux. Parmi les livres qu'il a rédigés ou édités figurent De nouvelles perspectives dans l'étude des primates mésoaméricains: distribution, écologie, comportement et conservation (développements en primatologie: progrès et perspectives )  ; Frugivores et dispersion des graines: aspects écologiques et évolutionnaires  ; Les forêts tropicales humides du Mexique : une ressource importante mais vulnérable  ; Comportement animal : le cas des primates .
Un article publié en 2017 dans la revue Science Advances, avec Paul Garber (en), est intitulé Extinction imminente des primates dans le monde : pourquoi les primates sont importants,,. Il s'agit d'un appel sans précédent en faveur de leur protection. Une publication connexe de 2018 examine plus en détail ce sujet pour les quatre pays comptant le plus grand nombre d'espèces de primates.

## Projets particuliers
- Modèles mondiaux et régionaux de conservation des primates
- Études à long terme de la population, du flux et des liens génétiques, des déplacements au sein de son habitat et de l'utilisation des ressources alimentaires par le singe hurleur du Guatemala (Alouatta pigra) dans le sud-est du Mexique (www.aestradaprimates.com).
- Sauvetage et réadaptation des primates issus du commerce des animaux de compagnie au Mexique.

## Sélection de publications
Estrada et al. 2018 Primates in peril: the significance of Brazil, Madagascar, Indonesia and the Democratic Republic of the Congo for global primate conservation. PeerJ https://peerj.com/articles/4869/
Estrada, A., Garber, P.A, Anthony Rylands, et al. 2017. Impending extinction of the Worlds primates: Why primates matter. Science Advances Sci. Adv. 2017; 3 : e1600946 
- Garmendia, A.,  Arroyo-Rodríguez, V.,  Estrada, A., Naranjo, E. and Stoner, K. E. 2013. Landscape and patch attributes impacting medium- and large-sized terrestrial mammals in a fragmented rain forest. Journal of Tropical Ecology. 29:331–344.
- Kopp A, Gillespie TR, Hobelsberger D, Estrada A, Harper JM, Miller RA, Eckerle I, Müller MA, Podsiadlowski L, Leendertz FH, Drosten C, Junglen S. 2013. Provenance and geographic spread of St. Louis encephalitis virus. MBio 4(3):e00322-13. doi:10.1128/mBio.00322-13.
- Katherine R Amato, Carl J Yeoman, Angela Kent, Nicoletta Righini, Franck Carbonero, Alejandro Estrada, H Rex Gaskins, Rebecca M Stump, Suleyman Yildirim, Manolito Torralba, Marcus Gillis, Brenda A Wilson, Karen E Nelson, Bryan A White and Steven R Leigh. 2013. Habitat degradation impacts black howler monkey (Alouatta pigra) gastrointestinal microbiomes. ISME Journal 7: 1344-1353. (Nature www.nature.com/isme) doi:10.1038/ismej.2013.16
- Van Belle, S., Estrada, A.  and Garber, P. D. 2013. Collective group movement and leadership in wild black howler monkeys (Alouatta pigra). BEHAVIORAL ECOLOGY AND SOCIOBIOLOGY 67:31-41.
- Scherbaum, C. and Estrada, A. 2013. Foraging preferences and ranging patterns in spider monkeys (Ateles geoffroyi yucatanensis) of northeastern Yucatán peninsula, Mexico. Current Zoology.59 (1): 125–134
- Estrada, A.  2013.  Socioeconomic contexts of primate conservation: population, poverty, global economic demands and sustainable land use. American Journal of Primatology 75:30-45.
- Arroyo-Rodríguez, V.,  González-Perez, I. M., Garmendia, A., Solà, M.  and A. Estrada. (2013). Maintenance of black howler monkey populations in a fragmented rainforest: the relative impact of forest patch and landscape attributes. Landscape Ecol 28:1717–1727.
- Laurance, W.  et al. (220 authors;  Estrada, A 99th author) 2012. Long-term ecological changes and threats in tropical protected areas. NATURE 489:290–294.
- Van Belle, S., Estrada, A., Strier, K. B., Di Fiore, A. 2012. Genetic structure and kinship patterns in a population of black howler monkeys, Alouatta pigra, at Palenque National Park, Mexico. American Journal of Primatology. 74:948-957.
- Estrada, A., Raboy, B. and Oliveira, L. 2012. Agroecosystems and primate conservation in the tropics: a review. American Journal of Primatology. 74:696-711.
- Trejo-Macías, G. and Estrada, A. 2012.  Risk factors connected to gastrointestinal parasites in mantled (Alouatta palliata mexicana) and black howler monkeys (Alouatta pigra) living in continuous and in fragmented rainforests in Mexico. Current Zoology. 58: 375−383
- de la Peña-Cuéllar, E., Stoner, K. E., Avila-Cabadilla, L. D., Miguel Martínez-Ramos, and Estrada. A.  2012.  Phyllostomid bat assemblages in different successional stages of tropical rain forest in Chiapas, Mexico. Biodiversity and Conservation. 21:1381-1397.
- Garber, P.A., Estrada, A., Bicca-Marques, J., Heymann, E., Strier, K. (Editors). (2009). South American Primates: Comparative Perspectives in the Study of Behavior, Ecology, and Conservation. Springer Press, NY. (edited book - 21 chapters).
- López-del-Toro, P., Andresen, E, Barraza, L, and Estrada, A. (2009). Attitudes and knowledge of shade-coffee farmers towards vertebrates and their ecological functions. Tropical Conservation Science 2, 299-318.
- Van Belle S., Estrada A., Ziegler T E. and Strier, K B. (2009). Social and hormonal mechanisms underlying male reproductive strategies in black howler monkeys (Alouatta pigra). Hormones and Behavior  56, 355-363.
- Rodas-Trejo, J., Romero-Berny, E. I. and Estrada, A. (2008). Distribution and conservation of the West Indian manatee (Trichechus manatus manatus) in the Catazajá wetlands of northeast Chiapas, México. Tropical Conservation Science 4, 321-333.
- Van Belle, S. and Estrada, A. (2008). Group Size and Composition Influence Male and Female Reproductive Success in Black Howler Monkeys (Alouatta pigra). American Journal of Primatology. 70, 1-7.
- Rosales-Meda, M., Estrada A. and Lopez, J. R. (2007). Demographic Survey of Black Howler Monkey (Alouatta pigra) in the Lachua´ Eco-Region in Alta Verapaz, Guatemala. American Journal of Primatology. 69, 1–9.
- Trejo-MacÃas, G. Estrada, A., y Mosqueda Cabrera, M. A. (2007). Survey of helminth parasites in populations of two species of howler monkeys (Alouatta palliata mexicana and A. pigra) in continuous and in fragmented habitat in southern Mexico. International Journal of Primatology. 28, 931-945.
- Estrada, A. (2006). Human and Non-human Primate Co-existence in the Neotropics: a Preliminary View of Some Agricultural Practices as a Complement for Primate Conservation. Ecological And Environmental Anthropology. 2, 17-29
- Montiel, S., Estrada, A. Leon, P. (2006). Bat assemblages in a naturally fragmented ecosystem in the Yucatán Peninsula, Mexico: species richness, diversity and spatio-temporal dynamics. Journal of Tropical Ecology. 22, 267–276.